# Tone Dahle
Tone Dahle (* 10. August 1945 in Oslo) ist eine ehemalige norwegische Skilangläuferin.
Dahle, die für den IF Ready aus Oslo startete, belegte bei den nordischen Skiweltmeisterschaften 1966 in Oslo den 31. Platz über 10 km. Bei ihrer einzigen Olympiateilnahme im Februar 1968 in Grenoble lief sie auf den 28. Platz über 5 km. Bei norwegischen Meisterschaften wurde sie bei norwegischen Meisterschaften in den Jahren 1965 und 1968 jeweils Dritte über 5 km. Zudem errang sie in den Jahren 1966, 1970 und 1972 jeweils den dritten Platz und 1965, 1967 und 1968 jeweils den zweiten Platz mit der Staffel.